# کریستوف هونه
کریستوف هونه (آلمانی: Christoph Höhne؛ زادهٔ ۱۲ ژانویهٔ ۱۹۴۱) دونده دو پیاده‌روی سرعت اهل آلمان است.